# 桜堤サブセンター
桜堤サブセンター（さくらづづみサブセンター）は、岐阜県羽島市にある、国営木曽三川公園のひとつである。

## 概況
2015年（平成27年）3月21日に開園した。
羽島市の最南端、木曽川と長良川を分ける木曽川長良川背割堤の北端に位置し、木曽川河川敷にある。
名称の「桜堤」は木曽川長良川背割堤のことであり、背割堤には数kmに渡る桜並木がある。
毎年3月下旬から4月上旬に「背割堤さくらまつりinはしま」が開催される。

## 主な施設
- 多目的芝生広場
- 歴史展示広場
  - ケレップ水制をイメージした石積み。
- 花の広場
- レクチャー広場
- 周遊園路
- チビッコ広場 ・ピクニック広場
- せせらぎ水遊び
- バーベキューエリア

## 利用案内
- 住所：岐阜県羽島市桑原町小薮
- 入園料：無料

## 開園時間・休園日
「桜堤サブセンター」公式サイトにて確認のこと。

## 交通アクセス

### 公共交通機関
- 羽島市コミュニティバス温泉・はしまわる線「東小薮」バス停より徒歩約5分。

### 自動車
名古屋方面から
国道155号「一色下方」交差点から県道130号を西進、馬飼大橋を渡り「桑原町前野」交差点を右折し、県道166号（木曽川右岸堤防道路）を南進。
岐阜方面から
木曽川右岸堤防道路を南へ。